# Cumbia piurana
Se le considera cumbia piurana al conjunto de estilos y subgéneros ligados a la cumbia que se han producido en Piura, una región situada en la costa noroeste peruana, desde mediados de la década de 1960.
Siendo Piura una ciudad declarada como ciudad de la cumbia peruana, alberga una serie de variantes y estilos locales que se han ido generando según el área geográfica dentro de la región. Así pues, se observa que a pesar de que en la zona costera regional predomina la cumbia norteña, esta presenta dos variaciones muy definidas según la zona donde es producida: la  piurana y la  sechurana. Mención aparte merece el área andina regional, ya que para los habitantes de esta zona (que comprende Morropón, Ayabaca y Huancabamba), la cumbia es una pieza importante dentro de su acervo cultural, sin embargo, el estilo de cumbia cultivado en estos pueblos dista en cierta forma de lo hecho en la costa; a la variación producida en esta parte de Piura, se le denomina cumbia sanjuanera, que es la adaptación y combinación de música folclórica ecuatoriana (albazos, pasacalles y sanjuanitos) y cumbia de Ecuador, ramificación de la cumbia ecuatoriana que también lleva sonidos electrónicos mediante sintetizadores.
Las primeras orquestas, documentadas, dentro de la región, aparecieron a mediados de la década de 1940.
Las agrupaciones más conocidas son:
- Agua Marina
- Armonía 10
- Corazón Serrano
- Internacional Pacífico
- Kevin Pedraza y la Auténtica Pasión
- Azucena Calvay & Orquesta
- CORAZON SENSUAL